# Les Humphries Singers
I Les Humphries Singers sono stati un gruppo musicale tedesco fondato ad Amburgo nel 1969 dal cantante e musicista inglese Les Humphries, che allora viveva nella città tedesca, e dal compositore Henner Hoier. Il gruppo era formato da un gran numero di cantanti di estrazione etnica diversa, alcuni dei quali facevano anche parte di altri gruppi. Tra gli altri, John Lawton (che canterà anche per i Lucifer's Friend e gli Uriah Heep), Jürgen Drews, Liz Mitchell (futura leader dei Boney M).
I Les Humphries Singers si sciolsero alla fine degli anni '70, quando Les Humphries fu costretto a tornare in patria per problemi col fisco.

## Storia
Il gruppo si formò nel 1969 ad Amburgo, su iniziativa del cantante inglese Les Humphries (che in quel periodo soggiornava nella città), Jimmy Bilsbury e Henner Hoier, in seguito si aggiunsero altri musicisti creando una sorta di supergruppo.
I loro primi singoli di successo furono My Father's House (1970, inizialmente pubblicato solo nei Paesi Bassi), Mexico (1972), basata sulla canzone country The Battle of New Orleans di Jimmy Driftwood, e Mama Loo (1973), una variazione di Barbara Ann dei Beach Boys, Les Humphries era colui che scriveva la maggior parte delle canzoni, utilizzando la firma MGH (Martin, Günter, Humphries).
I loro primi dischi furono pubblicati dalla Decca Records il ché li permise di pubblicare anche un album medley di altre canzoni di altri artisti di successo della Decca. Dal 1972 si uniscono al gruppo nuovi musicisti dalle diverse etnie, alcuni rimasero per poche canzoni prima di lasciare, si ricordano Jürgen Drews, Liz Mitchell, John Lawton e Don Adams.
Nel 1971 il gruppo partecipa all'album Worum geht's hier Eigentlich? di Hildegard Knef e Hans Hammerschmid, dove scrissero 8 delle canzoni dell'album; due anni più tardi fecero una comparsa come ospiti in una puntata nella teleserie Der Kommissar, mandata in onda nel 1973.
Hanno posato come gangster nel film Es knallt und die Engel singen (Mena più forte... che mi piace!), il cui soundtrack fu pubblicato a seguito e conteneva canzoni del gruppo, questo fu seguito dalla canzone It's Timex Time ("ticke-ticke-timex"), brano pubblicitario per l'azienda orologiera Timex, ricevendo una fornitura a vita.

### Eurovision e scioglimento
La tensione all'interno del gruppo era molto alta dall'inizio: nonostante sul palco il gruppo lavorasse in sintonia, dietro le quinte si notava il distacco tra gli altri musicisti e Humphries, che era visto come difficile e facilmente irascibile, questo fu il motivo per cui alcuni dei membri decisero di abbandonare; inoltre furono criticati per la canzone Mexico, infatti fu inizialmentre vista come una copia di The Battle of New Orleans e Humphries fu costretto a riscrivere e ripubblicare la canzone.
Nel 1976 la band fu selezionata per rappresentare la Germania Ovest alla 20ª edizione dell'Eurovision Song Contest, dove suonarono la canzone Sing Sang Song scritta da Ralph Siegel e dove solo sei di loro poterono salire sul palco, non ottennero il risultato originalmente sperato, piazzandosi al 15º posto. Quest'insoddisfazione, combinata ad alcuni problemi col fisco in cui era finito Humphries, decretò lo scioglimento del gruppo.
Dei vari membri: Jürgen Drews fece carriera come attore e musicista solista per poi ritirarsi nel 2022, Jimmy Bilsbury divenne un filantropo ma si impoverì e morì alcolizzato nel 2003, Henner Hoier è ancora attivo oggi, Liz Mitchell farà successo cantando nella band Boney M., John Lawton suonò in altri gruppi tra cui Lucifer's Friend e Uriah Heep per poi morire di aneurisma nel 2021, Don Adams pubblicò pochi singoli per poi ritirarsi a causa del suo precario stato di salute e morire nel 1995 di cirrosi epatica, Barry St. John ha prestato la sua voce in The Dark Side of the Moon dei Pink Floyd e altri per poi spegnersi nel 2020, e infine Les Humphries si esibì con altri gruppi inglesi e tornò in Germania, ebbe un attacco cardiaco nel 2007.

### LeReunion
Dopo una breve reunion nel 1982, alla fine del 1991 la band si riunì per un tour firmato dall'etichetta Pilz che terminò all'inizio del 1993, ed un album uscito nel 1992.
A seguito della morte di Les Humphries, è stato mostrato su ZDR un documentario sul gruppo intitolato The Les Humphries Singers - The rise and fall of a pop legend, diretto da Andreas Fischer e che si concentra sugli ultimi anni della band.
Nel 2007 alcuni membri della band originale fondarono i The Original Singers, registrando i loro vecchi successi e aggiungendo nuovi brani. Il nome fu poi cambiato nel 2009 in The Les Humphries Singers Reunion, il cui primo album è uscito nell'aprile 2009. Nel 2011 hanno ripreso il nome originale, ed un anno più tardi hanno pubblicato l'album Forever Young e il singolo omonimo, sono ancora attivi, nonostante la perdita di molti membri.

## Background musicale e stile
I Les Humphries Singers avevano un repertorio composto da un mix di cover pop, gospel, spiritual, evergreen e jazz tradizionale ed ebbero un discreto successo in Europa.
Mescolavano le tendenze della musica pop tedesca dell'epoca (cantata in inglese) con le istanze del movimento hippie. Come i Boney M, la musica faceva largo uso di rhythm and blues, gospel, e sonorità disco, ma con il frequente uso di effetti psichedelici ottenuti con phaser e flanger; come James Last, facevano grande uso di cori in sottofondo, anche nelle registrazioni in studio, per ottenere un effetto "dal vivo".

## Formazione

### Formazione storica
- Les Humphries - voce, chitarra (1969 – 1977) (1991 – 1993)
- Jimmy Bilsbury - voce, chitarra (1969 – 1977) (1991 – 1993)
- Henne Hoier - voce (1969 – 1971)
- Jürgen Drews - voce (1971 – 1976) (1991 – 1993) (2007 – 2012)
- John Lawton - voce, chitarra (1971 – 1976) (1991 – 1993)
- Victor Scott - voce, chitarra (1970 – 1976) (1991 – 1993) (2014 – 2020)

### Ex-membri
- Barbara Johnson - voce (1969)
- Lil Walker - voce (1969) (1975)
- Don Adams - voce (1974 – 1975)
- Earl Jordan - voce, chitarra (1972 – 1976)
- Dornée Edwards - voce (1970 – 1971)
- Enry David-Fascher - voce (1970 – 1972) (1991 – 1993)
- Peggy Evers-Harting - voce (1970 – 1976) (2007 – 2014)
- Heike Kloen-Evert - voce (1970 – 1971)
- Liz Mitchell - voce (1970 – 1972)
- Judy Archer - voce (1970 – 1976) (2007 – 2014)
- Christopher Yim - voce (1971 – 1976) (1991 – 1993) (2014 – 2020)
- Myrna David - voce (1971 – 1972)
- Barry St. John - voce (1972 – 1973)
- Elvira Herbert - voce (1972 – 1975)
- Maddy Verhaar - voce (1973)
- Dave O'Brien - voce (1973 – 1976)
- Linda Uebelherr - voce (1973 – 1974) (2007 – 2010)
- Sheila McKinley - voce (1973 – 1975) (1991 – 1993)
- Claudia Schwarz - voce (1974 – 1976)
- Emily Woods-Jensen - voce (1974 – 1976) (1991 – 1993)
- Gail Stevens - voce (1974)
- Barbara Sexton - voce (1991 – 1993)
- Gabi Stephanus - voce (1991 – 1993)
- Milena Mitrovic - voce (1991 – 1993)
- Chris Dakota - voce (2007 – 2010)
- David Tobi - voce (2007 – 2009)
- Jay Jay van Hagen - voce (2007 – 2013)
- Willi Meyer - voce (2007 – 2009)
- Ricky Berger - voce (2012 – 2013)
- Sascha Kramer - voce (2013 – 2015)
- Patrick Simons - voce (2014 – 2015)

### Formazione attuale
- Malcolm Maragon - voce (1970 – 1972) (2014 – attuale)
- Tina Kemp Werner - voce (1970 – 1974) (2014 – attuale)

- Ivonne Ballinas - voce (2009 – attuale)
- Chele Aguilera - voce (2009 – attuale)
- Marvin Broadie - voce (2010 – attuale)
- Antoniette Kruger - voce (2013 – attuale)
- Monica Green - voce (2015 – attuale)

## Discografia

### Album in studio
- 1970 - I Believe
- 1971 - We'll Fly You to the Promised Land
- 1971 - We Are Goin' Down Jordan
- 1972 - Mexico
- 1972 - Mama Loo
- 1973 - Carnival
- 1974 - Kansas City
- 1975 - Live for Today
- 1975 - Family Show
- 1976 - Sing Sang Song
- 1992 - Spirit of Freedom
- 2012 - Forever Young

### Raccolte
- 1970 - Singing Explosion
- 1971 - Singing Revolution
- 1973 - Singing Rotation
- 1974 - Rock 'n' Roll Party
- 1976 - Die 20 größten Hits